# Primera A 2022 (Liga Catamarqueña de Fútbol)
La temporada 2022 de la Primera A de la Liga Catamarqueña de Fútbol fue la número 104 en completarse.
Esta edición estuvo integrada por tres torneos con sus respectivos campeones, otorgando sendas plazas al Torneo Regional Federal Amateur 2022-23. A los 10 equipos del campeonato del año anterior se le sumaron los 2 equipos ascendidos de la Primera B: Ferrocarriles de Chumbicha y Salta Central.

## Formato
La temporada 2022 está conformada por 3 campeonatos, en el primero participaron 12 equipos pertenecientes a la Primera A de la Liga Catamarqueña de Fútbol, en el Petit participaron 8, mientras que en la Clausura participaron los 11 equipos que mantuvieron la categoría en el anual y el correspondiendo ascendido de Primera B:
Torneo Anual:
- Los 12 equipos jugarán 11 partidos cada uno a lo largo de 11 fechas, en una sola rueda, bajo el sistema de todos contra todos. En este torneo se usará el sistema de puntos, de acuerdo a la reglamentación de la Internacional F. A. Board, asignándose tres puntos al equipo que resulte ganador, un punto a cada uno en caso de empate y cero puntos al perdedor.
- El club que resulte campeón clasificará al Torneo Regional Federal Amateur 2022-23, mientras el 2.º, 3.º, 4.º, 5.º, 6.º, 7.º, 8.º y 9.º clasificarán al Petit Torneo, que otorga la segunda plaza al Torneo Regional Federal Amateur.
- En la zona baja de la tabla, el equipo ubicado en la 11.ª posición deberá disputar la Promoción frente al ganador del Petit Torneo de Primera B, mientras que el equipo ubicado en el último puesto perderá la categoría de forma directa.
- San Lorenzo de Alem al tener asegurada su clasificación al Torneo Regional Federal Amateur, queda excluido del Petit Torneo. En caso de coronarse campeón, el equipo ubicado en la 2.° ubicación clasificará al Torneo Regional Federal Amateur.
- El orden de clasificación de los equipos, se determinará en una tabla de cómputo general, de la siguiente manera:
  - 1) Mayor cantidad de puntos.
  - 2) Mejor performance en los partidos que se enfrentaron entre sí; en caso de igualdad;
  - 3) Mayor diferencia de goles; en caso de igualdad;
  - 4) Mayor cantidad de goles a favor; en caso de igualdad;
  - 5) Sorteo.
- En caso de que la igualdad, sea de más de dos equipos, esta se dejará reducida a dos clubes, de acuerdo al orden de clasificación de los equipos determinado anteriormente.

Petit Torneo:
- Lo jugarán los 8 equipos clasificados del 2º al 9º lugar de la tabla de posiciones. Se desarrollará mediante el sistema de eliminación directa, a un solo partido. En caso de persistir la igualdad en los 90' de juego, clasificará el equipo mejor ubicado en la tabla de posiciones.

- El equipo ganador se adjudicará el derecho a participar en el Torneo Regional Federal Amateur.

Torneo Clausura:
- Los 12 equipos jugarán 11 partidos cada uno a lo largo de 11 fechas, en una sola rueda, bajo el sistema de todos contra todos. En este torneo se usará el sistema de puntos, de acuerdo a la reglamentación de la Internacional F. A. Board, asignándose tres puntos al equipo que resulte ganador, un punto a cada uno en caso de empate y cero puntos al perdedor.
- El club que se ubique en el primer puesto, se consagrará campeón y tendrá el derecho a disputar el Torneo Provincial 2023.
- El orden de clasificación de los equipos, se determinará en una tabla de cómputo general, de la siguiente manera:
  - 1) Mayor cantidad de puntos.
  - 2) Mejor performance en los partidos que se enfrentaron entre sí en cada etapa; en caso de igualdad;
  - 3) Mayor diferencia de goles; en caso de igualdad;
  - 4) Mayor cantidad de goles a favor; en caso de igualdad;
  - 5) Sorteo.
- En caso de que la igualdad, sea de más de dos equipos, esta se dejará reducida a dos clubes, de acuerdo al orden de clasificación de los equipos determinado anteriormente.

Plazas entregadas:
Respecto a la clasificación al Torneo Regional Federal Amateur 2022-23, la Liga Catamarqueña otorgó 2 plazas: la primera al ganador del Torneo Anual, y la segunda al vencedor del Petit Torneo. En tanto que el vencedor del Clausura se quedará con la plaza para el Torneo Provincial.

## Equipos participantes
| Equipo                                  | Ciudad     | Departamento | Fundación                |
| --------------------------------------- | ---------- | ------------ | ------------------------ |
| Club Deportivo Américo Tesorieri        | Catamarca  | Capital      | 13 de octubre de 1933    |
| Club Atlético Policial                  | Catamarca  | Capital      | 31 de marzo de 1945      |
| Club Deportivo Chacarita                | Catamarca  | Capital      | 19 de marzo de 1934      |
| Club Atlético Defensores del Norte      | Catamarca  | Capital      | 25 de junio de 1937      |
| Club Sportivo Ferrocarriles del Estado  | Chumbicha  | Capayán      | 1 de agosto de 1951      |
| Club Atlético Independiente             | Catamarca  | Capital      | 15 de septiembre de 1946 |
| Asociación Juventud Unida de Santa Rosa | Catamarca  | Capital      | 28 de febrero de 1920    |
| Club Atlético Rivadavia                 | Huillapima | Capayán      | 23 de mayo de 1963       |
| Club Deportivo Salta Central            | Catamarca  | Capital      | 12 de abril de 1984      |
| Club Atlético San Lorenzo de Alem       | Catamarca  | Capital      | 20 de mayo de 1936       |
| Club Atlético Vélez Sarsfield           | Catamarca  | Capital      | 12 de septiembre de 1928 |
| Club Sportivo Villa Cubas               | Catamarca  | Capital      | 25 de agosto de 1932     |

## Torneo Anual
| Pos. | Equipo                       | Pts. | PJ | PG | PE | PP | GF | GC | Dif. |
| ---- | ---------------------------- | ---- | -- | -- | -- | -- | -- | -- | ---- |
| 01.º | San Lorenzo de Alem          | 25   | 11 | 8  | 1  | 2  | 24 | 9  | 15   |
| 02.º | Américo Tesorieri            | 23   | 11 | 7  | 2  | 2  | 17 | 8  | 9    |
| 03.º | Defensores del Norte         | 22   | 11 | 7  | 1  | 3  | 19 | 12 | 7    |
| 04.º | Villa Cubas                  | 20   | 11 | 6  | 2  | 3  | 25 | 15 | 10   |
| 05.º | Atlético Policial            | 19   | 11 | 5  | 4  | 2  | 20 | 13 | 7    |
| 06.º | Independiente (Capital)      | 18   | 11 | 5  | 3  | 3  | 14 | 11 | 3    |
| 07.º | Vélez Sarsfield              | 18   | 11 | 5  | 3  | 3  | 17 | 8  | 9    |
| 08.º | Juventud Unida de Santa Rosa | 12   | 11 | 3  | 3  | 5  | 14 | 25 | −11  |
| 09.º | Salta Central                | 11   | 11 | 3  | 2  | 6  | 17 | 20 | −3   |
| 10.º | Chacarita                    | 9    | 11 | 3  | 0  | 8  | 8  | 20 | −12  |
| 11.º | Ferrocarriles (Chumbicha)    | 5    | 11 | 1  | 2  | 8  | 9  | 18 | −9   |
| 12.º | Rivadavia (Huillapima)       | 4    | 11 | 1  | 1  | 9  | 4  | 29 | −25  |

|  | Campeón. Clasificó al Torneo Regional Federal Amateur 2022. |
|  | Clasificó al Torneo Regional Federal Amateur 2022.          |
|  | Clasifican al Petit Torneo.                                 |
|  | Relegado a la Promoción.                                    |
|  | Desciende a la Primera B.                                   |

|                                              |
| Club Atlético San Lorenzo de Alem 26° título |
| Campeón Torneo Anual 2022                    |

## Petit Torneo
|  | Cuartos de final | Cuartos de final          | Cuartos de final |                         |    | Semifinales     | Semifinales     | Semifinales     |  |   | Final                   | Final       | Final       |  |
|  | 1 al 3 de julio  | 1 al 3 de julio           | 1 al 3 de julio  |                         |    | 9 y 10 de julio | 9 y 10 de julio | 9 y 10 de julio |  |   | 17 de julio             | 17 de julio | 17 de julio |  |
|  |                  |                           |                  |                         |    |                 |                 |                 |  |   |                         |             |             |  |
|  |                  |                           |                  |                         |    |                 |                 |                 |  |   |                         |             |             |  |
|  | 3                | Defensores del Norte      | 0                |                         |    |                 |                 |                 |  |   |                         |             |             |  |
|  | 3                | Defensores del Norte      | 0                |                         |    |                 |                 |                 |  |   |                         |             |             |  |
|  | 10               | Chacarita                 | 3                |                         |    |                 |                 |                 |  |   |                         |             |             |  |
|  | 10               | Chacarita                 | 3                |                         | 10 | Chacarita       | 0               |                 |  |   |                         |             |             |  |
|  |                  |                           |                  |                         | 10 | Chacarita       | 0               |                 |  |   |                         |             |             |  |
|  |                  |                           | 6                | Independiente (Capital) | 2  |                 |                 |                 |  |   |                         |             |             |  |
|  | 6                | Independiente (Capital)   | 6                | Independiente (Capital) | 2  | 3               |                 |                 |  |   |                         |             |             |  |
|  | 6                | Independiente (Capital)   |                  |                         |    |                 |                 |                 |  |   |                         |             |             |  |
|  | 7                | Vélez Sarsfield           | 3                |                         |    |                 |                 |                 |  |   |                         |             |             |  |
|  | 7                | Vélez Sarsfield           | 3                |                         |    |                 |                 |                 |  | 6 | Independiente (Capital) | 1           |             |  |
|  |                  |                           |                  |                         |    |                 |                 |                 |  | 6 | Independiente (Capital) | 1           |             |  |
|  |                  |                           | 4                | Villa Cubas             | 3  |                 |                 |                 |  |   |                         |             |             |  |
|  | 4                | Villa Cubas               | 4                | Villa Cubas             | 3  | 3               |                 |                 |  |   |                         |             |             |  |
|  | 4                | Villa Cubas               |                  |                         |    |                 |                 |                 |  |   |                         |             |             |  |
|  | 9                | Salta Central             | 0                |                         |    |                 |                 |                 |  |   |                         |             |             |  |
|  | 9                | Salta Central             | 0                |                         | 4  | Villa Cubas     | 1               |                 |  |   |                         |             |             |  |
|  |                  |                           |                  |                         | 4  | Villa Cubas     | 1               |                 |  |   |                         |             |             |  |
|  |                  |                           | 5                | Atlético Policial       | 1  |                 |                 |                 |  |   |                         |             |             |  |
|  | 5                | Atlético Policial         | 5                | Atlético Policial       | 1  | 3               |                 |                 |  |   |                         |             |             |  |
|  | 5                | Atlético Policial         |                  |                         |    |                 |                 |                 |  |   |                         |             |             |  |
|  | 8                | Juventud Unida de S. Rosa | 0                |                         |    |                 |                 |                 |  |   |                         |             |             |  |
|  | 8                | Juventud Unida de S. Rosa | 0                |                         |    |                 |                 |                 |  |   |                         |             |             |  |
|  |                  |                           |                  |                         |    |                 |                 |                 |  |   |                         |             |             |  |

|                                      |
| Club Sportivo Villa Cubas 28° título |
| Campeón Petit Torneo 2022            |

## Descenso

### Promoción
| 9 de julio, 14:00                   | Ferrocarriles         | 2 - 1   | Sarmiento             | Malvinas Argentinas, Catamarca |                          |
|                                     | José Romero 64' 90+5' | Reporte | 16' Juan Manuel López | Árbitro(s): Carlos Bazán       | Árbitro(s): Carlos Bazán |
| Ferrocarriles mantiene la categoría |                       |         |                       |                                |                          |

## Clausura
| Pos. | Descendido de la Primera División 2022 |
| ---- | -------------------------------------- |
| 12.º | Rivadavia (Huillapima)                 |

| Pos. | Ascendido de la Primera B 2022 |
| ---- | ------------------------------ |
| 1.º  | San Isidro (Nueva Coneta)      |

| Pos. | Equipo                       | Pts. | PJ | PG | PE | PP | GF | GC | Dif. |
| ---- | ---------------------------- | ---- | -- | -- | -- | -- | -- | -- | ---- |
| 1.º  | Defensores del Norte         | 26   | 11 | 8  | 2  | 1  | 16 | 7  | 9    |
| 2.º  | Atlético Policial            | 20   | 11 | 6  | 2  | 3  | 19 | 10 | 9    |
| 3.º  | Ferrocarriles (Chumbicha)    | 19   | 11 | 6  | 1  | 4  | 21 | 13 | 8    |
| 4.º  | Américo Tesorieri            | 18   | 11 | 5  | 3  | 3  | 16 | 9  | 7    |
| 5.º  | San Lorenzo de Alem          | 17   | 11 | 5  | 2  | 4  | 18 | 13 | 5    |
| 6.º  | Vélez Sarsfield              | 14   | 11 | 8  | 2  | 1  | 18 | 8  | 10   |
| 7.º  | San Isidro (Nueva Coneta)    | 12   | 11 | 3  | 3  | 5  | 13 | 17 | −4   |
| 8.º  | Independiente (Capital)      | 9    | 11 | 2  | 3  | 6  | 10 | 15 | −5   |
| 9.º  | Villa Cubas                  | 8    | 11 | 5  | 5  | 1  | 20 | 10 | 10   |
| 10.º | Juventud Unida de Santa Rosa | 7    | 11 | 2  | 1  | 8  | 13 | 24 | −11  |
| 11.º | Salta Central                | 7    | 11 | 2  | 1  | 8  | 20 | 35 | −15  |
| 12.º | Chacarita                    | 4    | 11 | 1  | 1  | 9  | 8  | 31 | −23  |

|  | Campeón. Clasificado al Torneo Provincial 2023. |

|                                               |
| Club Atlético Defensores del Norte 13° título |
| Campeón Torneo Clausura 2022                  |

## Resumen

### Campeones
| Torneo   | Equipo                             | Título |
| -------- | ---------------------------------- | ------ |
| Anual    | Club Atlético San Lorenzo de Alem  | 26.°   |
| Petit    | Club Sportivo Villa Cubas          | 28.°   |
| Clausura | Club Atlético Defensores del Norte | 13.°   |

### Plazas entregadas
| Cupo | Equipo                             | Competición                             | Método de clasificación      |
| ---- | ---------------------------------- | --------------------------------------- | ---------------------------- |
| 1    | Club Atlético San Lorenzo de Alem  | Torneo Regional Federal Amateur 2022-23 | Campeón del Torneo Anual     |
| 2    | Club Sportivo Villa Cubas          | Torneo Regional Federal Amateur 2022-23 | Campeón del Petit Torneo     |
| 3    | Club Atlético Defensores del Norte | Torneo Provincial de Fútbol 2023        | Campeón del Torneo Clausura  |
| -    | Club Deportivo Américo Tesorieri   | Torneo Regional Federal Amateur 2022-23 | Campeón de Torneo Anual 2021 |
| -    | Club Atlético Policial             | Torneo Regional Federal Amateur 2022-23 | Invitación                   |

### Descensos
| Equipo                  | Método                         |
| ----------------------- | ------------------------------ |
| Club Atlético Rivadavia | Último puesto del Torneo Anual |